# 振兴街道 (孝义市)
振兴街道，是中华人民共和国山西省吕梁市孝义市下辖的一个乡镇级行政单位。

## 行政区划
振兴街道下辖以下地区：
司马村、北辛安村、中辛安村、南辛安村、仁智村、苏家营村、东庄村、青义村、盐锅头村、刘家堡村和南辛庄村。